# Thallarcha pallida
Thallarcha pallida är en fjärilsart som beskrevs av Lucas 1891. Thallarcha pallida ingår i släktet Thallarcha och familjen björnspinnare. Inga underarter finns listade i Catalogue of Life.